# Astronesthes haplophos
Astronesthes haplophos är en fiskart som beskrevs av Nikolai V. Parin och Borodulina 2002. Astronesthes haplophos ingår i släktet Astronesthes och familjen Stomiidae. Inga underarter finns listade.